# Bring Your Daughter… to the Slaughter
Bring Your Daughter... To the Slaughter – drugi singel heavymetalowej grupy Iron Maiden z płyty No Prayer for the Dying i dwudziesty pierwszy w historii zespołu. Piosenka pierwotnie została nagrana przez Bruce’a Dickinsona i przeznaczona na soundtrack do filmu Koszmar z ulicy Wiązów 5: Dziecko snów. Aktualnie, wersję tę możemy znaleźć na drugiej płycie The Best of Bruce Dickinson.
Tytułowy utwór znalazł się także na albumach koncertowych A Real Live One i Live at Donington oraz kompilacjach Best of the Beast, Edward the Great i The Essential Iron Maiden.

## Lista utworów
1. „Bring Your Daughter...To the Slaughter” (Bruce Dickinson) – 4:45
2. „I’m a Mover” (Andy Fraser, Paul Rodgers; Free cover) – 3:21
3. „Communication Breakdown” (Jimmy Page, John Paul Jones; John Bonham, Led Zeppelin cover) – 2:41

## Twórcy
- Bruce Dickinson – śpiew
- Dave Murray – gitara elektryczna
- Janick Gers – gitara elektryczna
- Steve Harris – gitara basowa, podkład wokalny
- Nicko McBrain – perkusja